# Carl Abraham Rothstén
Carl Abraham Rothstén, född 9 juni 1826, död 21 mars 1877  i Stockholm, var en svensk landskapsmålare och tecknare.
Rothstén var i många år hantverksmålare innan han övergick till konstnärsbanan och utbildade sig på konstakademien. Han ägnande sig uteslutande åt landskapsmåleri och hämtade sina motiv från Stockholm och dess omgivningar. Många av verken är kustmotiv eller marina utsikter. Rothstén finns representerad vid bland annat Nationalmuseum i Stockholm.
Han är far till konstnären och dekorationsmålaren Wilhelm Alexander Rothstén.

## Galleri

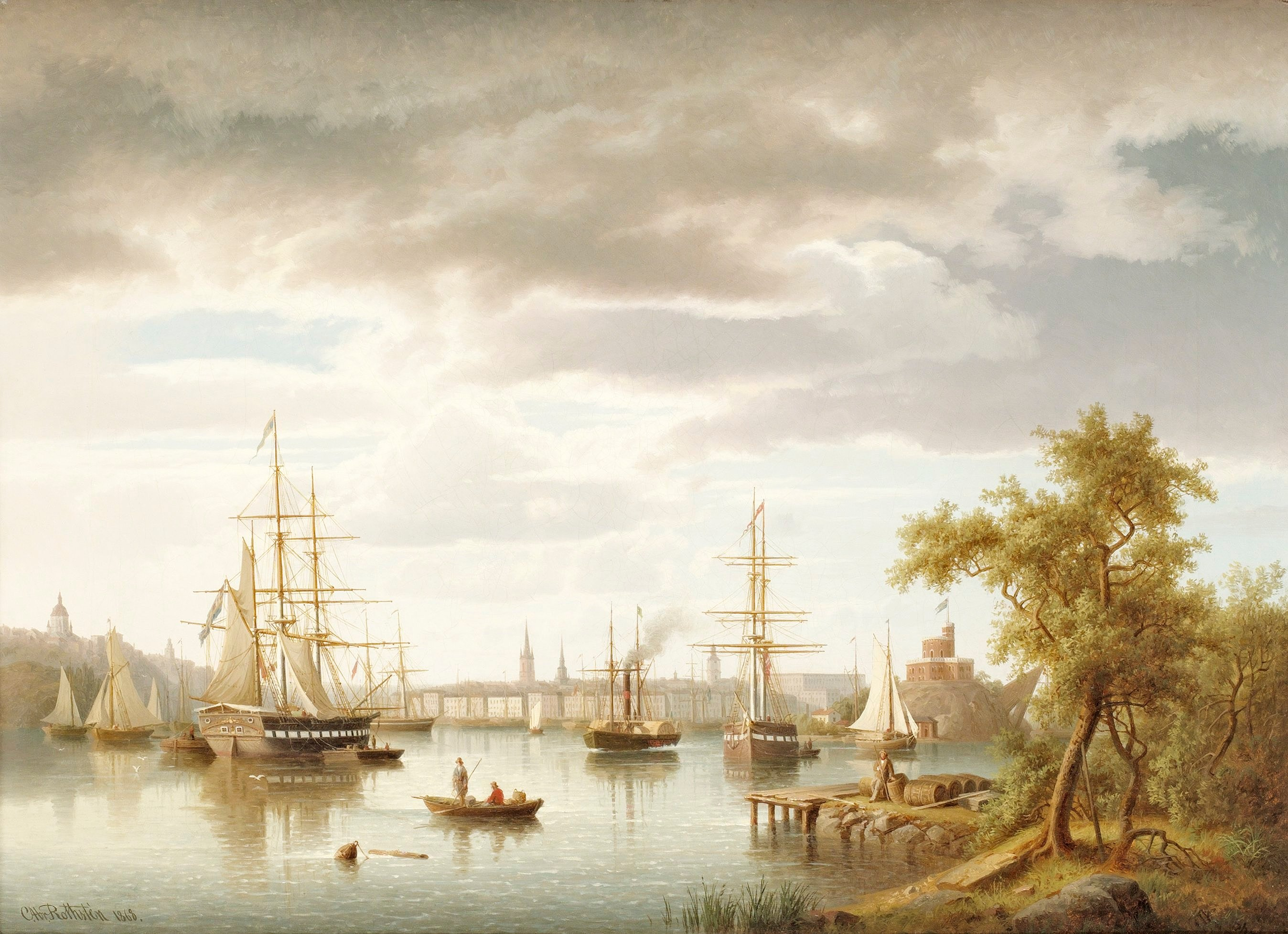
Stockholms inlopp, (1868).
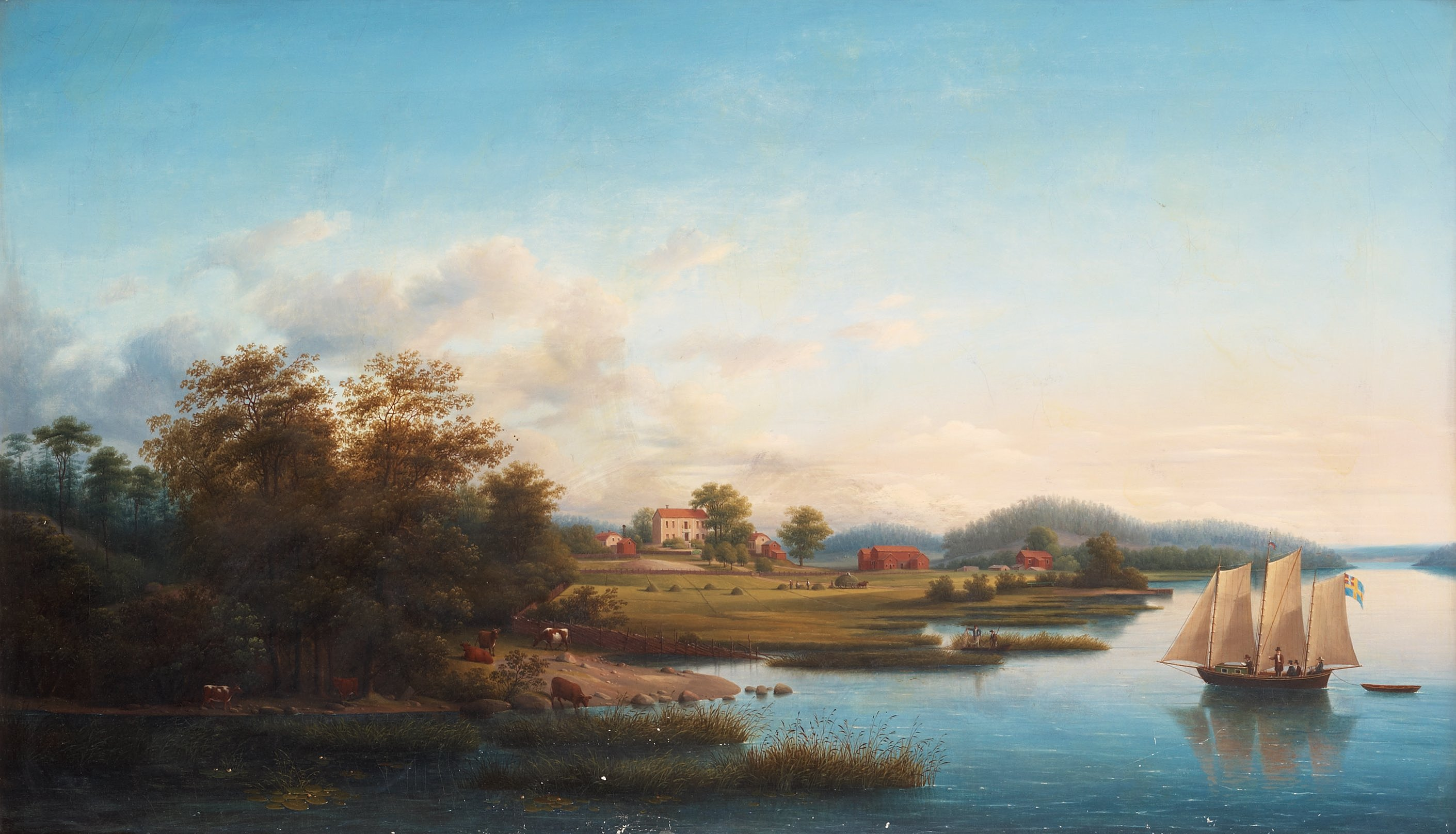
Viggbyholm.
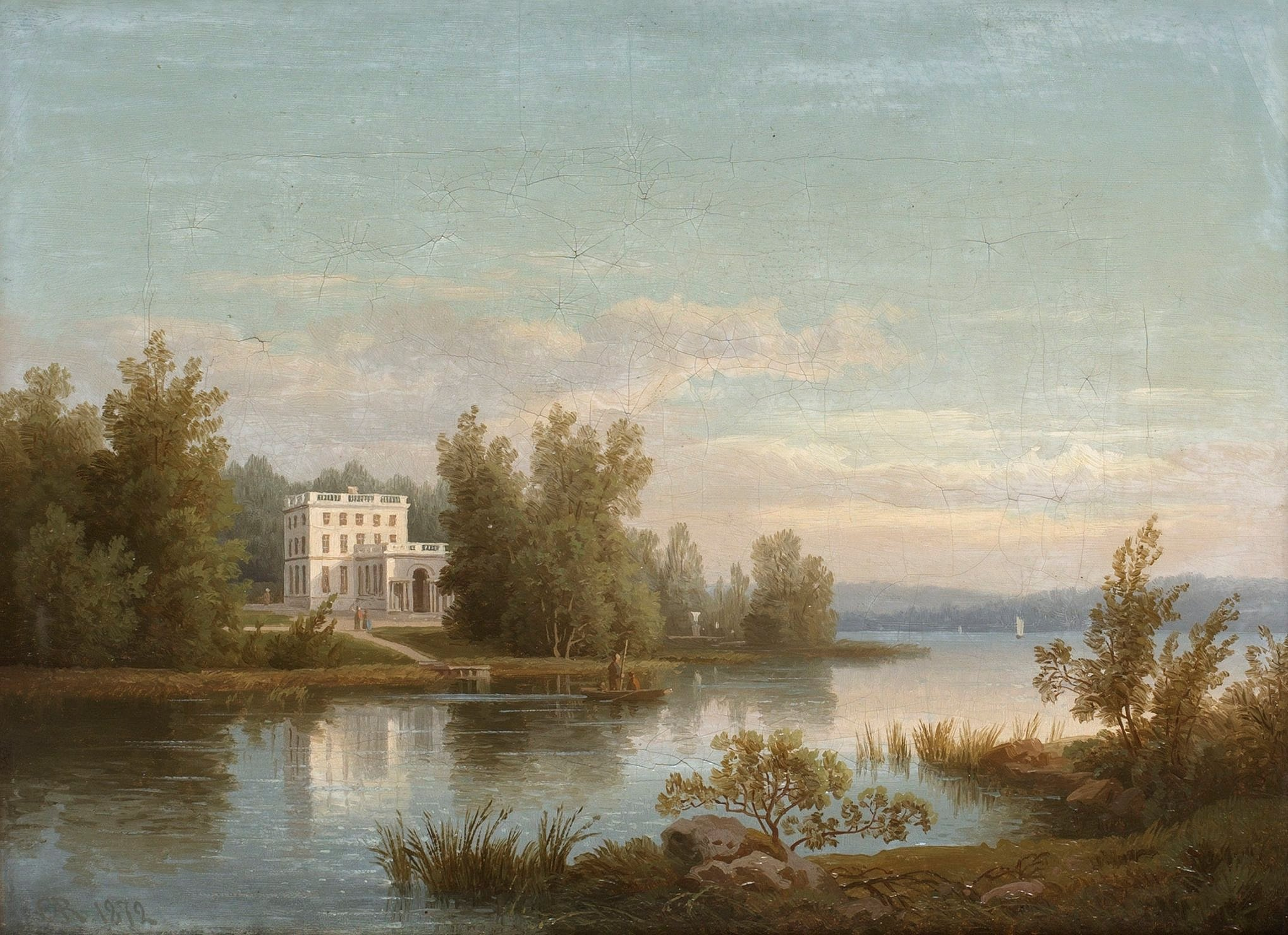
Gustav III:s paviljong (1872).
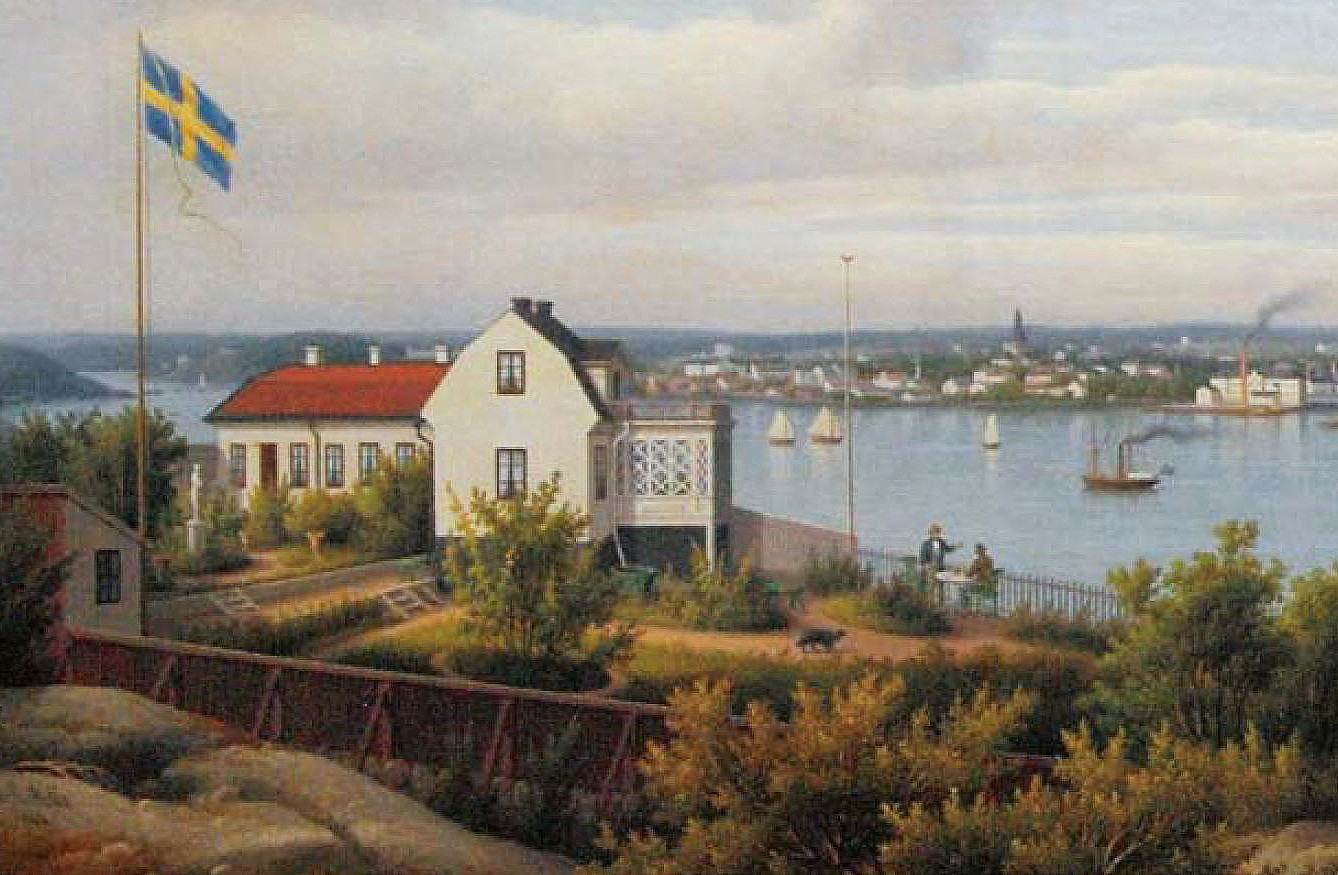
Utsikt över Riddarfjärden, beskuren (1862).